# Topal Recep Pacha
Topal Recep Pacha (Recep Pacha le boiteux ; mort le 18 mai 1632 à Tokat) est un homme d'État ottoman originaire du Sandjak de Bosnie. Il est également un « Damat » (c'est-à-dire jeune marié) de la maison d'Osman. Il devient brièvement Grand Vizir de l'Empire ottoman du 10 février au 18 mai 1632. Il a joué un rôle important dans la mise à mort du grand vizir précédent, Hafiz Ahmed Pacha, lors de la révolte des Janissaires. Quand son beau-frère le Sultan Mourad IV l'apprend, il fait exécuter Recep Pacha le 18 mai 1632 à Tokat.

## Source de la traduction
- (en) Cet article est partiellement ou en totalité issu de l’article de Wikipédia en anglais intitulé « Topal Recep Pasha » (voir la liste des auteurs).